# Projet MKOFTEN
 (août 2010).
Améliorez-le ou discutez des points à vérifier. 
 (août 2010).
Si vous disposez d'ouvrages ou d'articles de référence ou si vous connaissez des sites web de qualité traitant du thème abordé ici, merci de compléter l'article en donnant les références utiles à sa vérifiabilité et en les liant à la section « Notes et références ».
Le projet MKOFTEN était un projet occulte du département de la Défense des États-Unis conjointement avec la CIA. Complémentaire de MKSEARCH, son but était de « tester les effets comportementaux et toxicologiques de certaines substances sur les animaux et les humains ».

## Historique
D'après Gordon Thomas ce projet fut initié par le docteur Sidney Gottlieb, alors chef des services techniques de la CIA, pour explorer le monde de la magie noire et « maîtriser les forces de l'obscur et démonter l'idée reçue qui veut que les retranchements de l'esprit humain soient hors de portée. Le projet vise à créer un nouvel être humain psychocivilisé ». Des médiums, diseurs de bonne aventure, chiromanciens, spécialistes du démon, sorcières, satanistes et autres praticiens de l'occulte furent recrutés.